# Ralph Pichler
Ralph Pichler (* 20. April 1954 in Thun) ist ein ehemaliger Schweizer Bobfahrer.
Pichler gewann innerhalb von fünf Jahren einen kompletten Medaillensatz bei Bob-Europameisterschaften sowie zwischen 1983 und 1987 zwei Weltmeistertitel und darüber hinaus eine Silber- und zwei Bronzemedaillen bei Weltmeisterschaften. 1984 nahm er mit seinem Anschieber Rico Freiermuth an den Olympischen Winterspielen in Sarajevo teil. Dort belegte das Team den sechsten Platz.
Heute lebt Pichler mit seiner Frau und den zwei gemeinsamen Kindern Yannick und Jarett in Kanada.